# Iainarchaeota
Iainarchaeota, anteriormente Diapherotrites es un filo candidato de microorganismos del dominio Archaea que forma parte del reino Nanobdellati junto con otras nanoarqueas. El filo fue propuesto recientemente sobre la base del análisis filogenético de los genomas recuperados de la filtración de aguas subterráneas de una mina de oro abandonada en EE. UU. El análisis de tres genomas permitió evaluar el metabolismo y la ecología de este filo. 
A partir de estos análisis se deduce que sus capacidades catabólicas son limitadas, pero suficientes llevar una vida libre, transformando ribosa, polihidroxibutirato y ciertos aminoácidos en acetil-CoA, aunque son auxotróficos para varios aminoácidos y cofactores. Su genoma presenta varios genes anabólicos que se supone procedentes de la transferencia horizontal de genes desde el dominio de las bacterias. Es posible que estos organismos procedieran de antepasados simbióticos que al adquirir estos genes catabólicos se adaptaron a la vida independiente.
El filo comprende el género candidato Iainarchaeum, con la especie Iainarchaeum andersonii. Un sinónimo del grupo es División candidata DUSEL3 (iniciales de Deep Underground Science and Engineering Laboratory de Soudan, Minnesota). 